# Jean-Paul Bertrand-Demanes
Jean-Paul Bertrand-Demanes (ur. 13 maja 1952 w Casablance) – francuski piłkarz występujący na pozycji bramkarza.

## Kariera klubowa
Bertrand-Demanes przez całą zawodową karierę był związany z klubem FC Nantes. Grę dla tej drużyny rozpoczął w sezonie 1969/1970. We francuskiej ekstraklasie zagrał wówczas trzy razy. Od sezonu 1972/1973 stał się podstawowym graczem zespołu Nantes. Jego barwy reprezentował przez 19 sezonów. W tym czasie zdobył z klubem cztery mistrzostwa Francji (1973, 1977, 1980, 1983) oraz Puchar Francji (1979). W 1988 roku zakończył karierę.

## Kariera reprezentacyjna
W reprezentacji Francji Bertrand-Demanes zadebiutował 21 listopada 1973 w wygranym 3:0 meczu z Danią. W 1978 roku został powołany do kadry na Mistrzostwa Świata. Zagrał na nich w meczach z Włochami (1:2) oraz Argentyną (1:2). Z tamtego turnieju Francja odpadła po fazie grupowej. W latach 1973–1978 w drużynie narodowej Bertrand-Demanes rozegrał w sumie 11 spotkań.